# 꿈의 문+
《꿈의 문+》(꿈의 문 플러스, 일본어: 夢の扉+)은 TBS에서 2011년 4월 10일부터 2016년 3월 27일까지, 매주 일요일 오후 6시 30분에서 오후 7시(JST)까지 방영했던 일본의 다큐멘터리 프로그램으로, 《꿈의 문》의 후속작이다.